# くずしろ
くずしろは、日本の漫画家。岩手県出身。女性。別名義は葛城 一（かつらぎ はじめ）。

## 人物
2007年12月、20歳の時に『B.B.C.』で第61回小学館新人コミック大賞少年部門の佳作を受賞。受賞時は葛城一（かつらぎ はじめ）名義だったが、執筆活動が4コマ漫画や青年漫画中心になってからは「葛城」の異読を平仮名化したペンネーム、くずしろを使用している。2014年以前は、主に小学館にて発表されていた少年漫画等で「葛城一」名義、4コマ漫画等で「くずしろ」名義を併用していた。

## 受賞歴
葛城一名義
- メンズフレイバー（ジャンプ十二傑新人漫画賞 2005年4月期 最終候補）
- 逆流ロマンティカ（サンデーまんがカレッジ 2007年3・4月期 努力賞）
- B.B.C.（小学館新人コミック大賞 第61回（2007年後期） 少年部門 佳作[2]）
- 夢想曲（マガジングランプリ 2009年4月期 奨励賞）

くずしろ名義
- 3年B組ブラック先生（第2回Y-1グランプリ2月期月間賞、同年間最終選考ノミネート）

## 作品リスト

### 連載
くずしろ名義
- 日常生活（『ジュニアパーク』 2009年11月9日 - 2009年11月20日、ベネッセ）
- 姫のためなら死ねる（『まんがライフWIN』 2010年3月10日 - 2024年3月21日、竹書房）全14巻
  - 姫のためなら死ねる出張版（『まんがライフ』 2011年2月号、読切、竹書房）
- げきぶの。（『ガンガンONLINE』 2010年4月22日 - 2012年2月9日、スクウェア・エニックス）全3巻
  - げきぶの。出張版（『ヤングガンガン』 2010年16号 - 2010年18号、短期集中連載、スクウェア・エニックス）
  - げきぶの。番外編（『増刊ヤングガンガン』 Vol.10、読切、スクウェア・エニックス）
- 犬神さんと猫山さん（『コミック百合姫』 2012年1月号 - 2017年4月号、『ニコニコ百合姫』 2013年4月号 - 2016年6月号、一迅社）全6巻
- 少年少女18禁（『月刊ビッグガンガン』 2013年Vol.08 - 2014年Vol.11、 スクウェア・エニックス）全2巻
- ラブデス。（『コミック百合姫』 2014年5月号 - 2015年5月号、短期集中連載、一迅社）
- にこちゅう（『コミック百合姫』 2014年7月号 - 11月号、『ニコニコ百合姫』 2014年10月号 - 2015年4月号、短期集中連載、一迅社）
- 千早さんはそのままでいい（『ジャンプスクエア』 2015年1月号 - 2018年5月号、集英社）全4巻
- れんあいこわい（『月刊ComicREX』 2015年12月号 - 2017年5月号、 一迅社）全2巻
- 兄の嫁と暮らしています。（『ヤングガンガン』 2015年24号[3] - 2025年3号[4]、スクウェア・エニックス）全16巻
- 鳥獏先輩なに賭ける?（『漫画アクション』 2017年4号 - 連載中、双葉社）既刊2巻
- あくまのまま（『ガンガンONLINE』 2018年10月25日 - 連載中、スクウェア・エニックス）既刊2巻
- 永世乙女の戦い方（『ビッグコミックスペリオール』 2019年10号 - 連載中、小学館）既刊13巻
- 笑顔のたえない職場です。（『コミックDAYS』 2019年5月18日 - 連載中、講談社）既刊12巻
- 雨夜の月（『コミックDAYS』 2021年6月12日 - 連載中、講談社）既刊9巻

葛城一名義
- LASBOSS×HERO（『週刊少年サンデーS』 2012年12月号 - 2014年6月号、小学館）全4巻

### 読切
くずしろ名義
- 犬神さんと猫山さん（『まんがライフセレクション』 むんこスペシャル(2009年4月25日発売)、竹書房）
- 3年B組ブラック先生（『まんがライフ』 2009年8月号、竹書房）
- げきぶの。（『フレッシュガンガン』 2009秋号、スクウェア・エニックス）
- SMile（『まんがライフMOMO』 2010年11月号、竹書房）
- 少年少女18禁（『月刊ビッグガンガン』 2012年Vol.10 - Vol.12、スクウェア・エニックス）
- &RUN（『ヤングエース』 2013年1月号、KADOKAWA）
- 俺の嫁の作り方（『まんがタウン』 2013年9月号、双葉社）
- 漱石さんといっしょ（『月刊コミックアライブ』 2014年4月号、メディアファクトリー）
- 言わない 言えない 言いたくない（『コミック百合姫』 2014年7月号、一迅社）
- きみのせい （前後編だが一つの巻に収録されている）（『百合姫Wildrose』8巻 2014年7月31日 一迅社）
- うちの天使の性善説（『ヤングアニマル』 2014年19号、白泉社）
- 源さんはビッチ（『コミック百合姫』 2014年11月号、一迅社）
- 今日も2人は仲良しです。（『ComicREX』 2014年12月号 - 2015年1月号、一迅社）
- 脳内チェリヰガール（『コミックキューン』 2015年10月号、KADOKAWA メディアファクトリー）
- 恋の匂わせ（『ヤンマガWeb』2023年2月2日[5]、講談社）

葛城一名義
- 三年契約（『クラブサンデー』 2009年4月28日、小学館）
- 冥途から。（『クラブサンデー』 2009年7月17日、小学館）[6]
- 嗤う疫病神（『クラブサンデー』 2010年6月25日、小学館）
- 死線214（『クラブサンデー』 2010年10月1日、小学館）
- セーラー服を纏った教祖様（『週刊少年サンデー』 2012年10号、小学館）
- 高校野球の途中ですが（『週刊少年サンデー』 2012年42号、小学館）